# Ланівська сільська рада (Стрийський район)
Ланівська сільська рада — орган місцевого самоврядування у Стрийському районі Львівської області. Адміністративний центр — село Ланівка.

## Загальні відомості
Водоймища на території, підпорядкованій даній раді: річки Колодниця, Ступниця.

## Населені пункти
Сільській раді підпорядковані населені пункти:
- с. Ланівка

## Склад ради
Рада складається з 16 депутатів та голови.

### Керівний склад попередніх скликань
| ПІБ                         | Основні відомості                                                               | Дата обрання | Дата звільнення |
| --------------------------- | ------------------------------------------------------------------------------- | ------------ | --------------- |
| Федунишин Юрій Іванович     | Сільський голова, 1968 року народження, безпартійний                            | 26.03.2006   | 31.10.2010      |
| Лучейко Володимир Антонович | Сільський голова, 1969 року народження, освіта середня спеціальна, безпартійний | 31.10.2010   |                 |

Примітка: таблиця складена за даними джерела